# Símbolos militares de la OTAN para sistemas terrestres

Símbolo para la 1.a División de Infantería Legiones polaca en la simbología moderna de la OTAN.

Los símbolos militares de la OTAN para sistemas terrestres es el estándar de la OTAN para los símbolos de identificación y marcado en los mapas militares. Fue hecho público como una Publicación de Procedimiento Aliado APP-6A (en inglés: Allied Procedural Publication 6A, APP-6A). Los símbolos están diseñados para mejorar la interoperabilidad conjunta de la OTAN al proporcionar un conjunto estándar de símbolos comunes. El APP-6A constituye un sistema único de simbología militar conjunta para las unidades y formaciones terrestres, que pueden ser mostrado ya sea por sistemas de presentación de mapas automáticos como para el marcado manual de mapas. Cubre todos los servicios conjuntos y puede ser utilizado por ellos.

## Historia
Los primeros símbolos básicos para mapas militares comenzaron a ser usados por los ejércitos occidentales en las décadas posteriores al fin de las Guerras Napoleónicas. Durante la Primera Guerra Mundial, existió un grado de armonización entre los sistemas británicos y franceses, incluyendo la adopción del color rojo para las fuerzas enemigas y del azul para los aliados; previamente los británicos habían usado el rojo para las tropas amigas debido a las tradicionales chaquetas rojas de los soldados británicos. Sin embargo, el sistema ahora en uso está ampliamente basado en el ideado por el Cuerpo de Ingenieros del Ejército de los Estados Unidos en el año 1917. El símbolo de la infantería de una equis en un rectángulo se decía que simbolizaba los cinturones cruzados de un infante, mientras que la línea diagonal única para la caballería representaría el cinturón del sable. Con la formación de la OTAN en el año 1949, el sistema del Ejército de Estados Unidos fue estandarizado y adaptado, con diferentes formas para las fuerzas amigas (rectángulo azul), hostiles (diamante rojo) y desconocidas (lóbulo amarillo).
El APP-6A fue promulgado en diciembre de 1999. El cuadro de estandarización de la OTAN que cubre el APP-6A es el STANAG 2019 (4.a edición), promulgada en diciembre de 2000. El APP-6A reemplazó al APP-6 (última versión, julio de 1986), que había sido promulgada en noviembre de 1984 (3.a edición del STANAG 2019 cubierto por el APP-6), y fue reemplazado a su vez por el APP-6(B) Símbología Conjunta (APP-6B) en el año 2008 (STANAG 2019 5.a edición, junio de 2008) y el APP-6(C) Simbología Militar Conjunta de la OTAN (APP-6C) en el año 2011 (STANAG 2019 6.a edición, mayo de 2011).
Actualmente Estados Unidos es el custodio del APP-6A, que es el equivalente del MIL-STD-2525A.

## Conjunto de símbolos
El estándar APP-6A proporciona simbología operacional común junto con detalles sobre su presentación y trazado para asegurar la compatibilidad y para, en la mayor extensión posible, la interoperabilidad de los sistemas de Comando, Control, Comunicaciones, Computadores e Inteligencia (C4I) del Componente Terrestre de la OTAN, como también los desarrollos, operaciones y entrenamientos. El APP-6A considera la eficiente transmisión de la información de simbología a través del uso de metodología estándar para la jerarquía de símbolos, la taxonomía de la información y los identificadores simbólicos.
El APP-6A reconoce cinco amplios conjuntos de símbolos, cada conjunto usando su propio esquema SIDC (Symbol Identification Coding) (en castellano: Código de Identificación Simbólica):
- Unidades, Equipamiento e Instalaciones
- Operaciones Militares (gráficas tácticas)
- Meteorológico y Oceanográfico (en inglés: Meteorological and Oceanographic, METOC)
- Inteligencia de Señales
- Operaciones Militares diferentes a la Guerra (en inglés: Military Operations Other Than War, MOOTW)

Unidades, equipamiento e instalaciones consiste de íconos, generalmente enmarcados, asociados con un solo punto en el mapa. Toda clase de modificadores gráficos y de texto pueden rodearlo, especificando categorías, cantidades, fechas, dirección de movimiento, etc.
Las gráficas tácticas representan información operacional que no puede ser presentada usando solo símbolos basados en íconos: límites entre unidades, designaciones de áreas especiales y otras marcas únicas relacionadas con la geometría del espacio de batalla y necesario para la planificación y administración del campo de batalla. En esta categoría existen símbolos puntuales, lineales y de área.
La simbología meteorológica y oceanográfica es el único conjunto que no está bajo control del estándar, más bien ellos son importados desde la simbología establecida por la Organización Meteorológica Mundial.
Los conjuntos de simbología de la Inteligencia de Señales y de las Operaciones Militares Distintas A La Guerra son distintas a las de las Unidades, Equipamiento e Instalaciones aunque obedecen las mismas convenciones. Por ejemplo, ellas consisten de símbolos enmarcados asociados a puntos en el mapa. Estos no aparecen propiamente en el APP-6A, habiendo sido introducidos por el MIL-STD-2525B.

## Símbolos basados en íconos
La mayoría de los símbolos designan puntos específicos y consisten de un marco (un borde geométrico), un relleno, un componente ícono y modificadores simbólicos opcionales. Lo último son campos de texto opcionales o indicadores gráficos que proporcionan información adicional.
El marco proporciona una indicación visual de la afiliación, dimensión de batalla y el estado del objeto operacional. El uso de la forma y el color es redundante, permite que sea utilizado en condiciones menores a la ideal tal como una pantalla roja monocromática para preservar la visión nocturna del operador. Cerca de casi todo los símbolos son altamente estilizados y pueden ser dibujados incluso por una persona casi enteramente sin habilidad artística; esto le permite a una persona dibujar una representación simbólica (un GRAPHREP, Graphical report, en castellano: Informe Gráfico) usando herramientas tan rudimentarias como papel y lápiz.
El marco sirve como la base en la cual otros componentes y modificados simbólicos son agregados. En la mayoría de los casos un marco rodea a un ícono. Otra mayor excepción es el equipamiento, que puede ser representado solo por íconos (en cuyo caso los íconos son pintados tal como lo sería el marco).
El relleno es el área al interior del símbolo. Si al relleno se le asigna un color, proporciona una presentación (redundante) mejorada de la información acerca de la afiliación del objeto. Si el color no es usado, el relleno es transparente. Unos muy pocos símbolos tienen rellenos propios, que no son afectados por la afiliación.
Finalmente, los íconos en sí mismos pueden ser comprendidos como combinaciones de glifos elementales que usan reglas de composición simple, en una forma reminiscente de algunos sistemas de escritura ideográfica tal como el chino. Sin embargo, el estándar aún intenta proporcionar un "exhaustivo" listado de posibles íconos en vez de componer un diccionario de glifos componentes. Esto causa problemas operacionales cuando surge la necesidad para un símbolo no pronosticado (particularmente en MOOTW), un problema exacerbado por la mantención centralizada administrativamente del conjunto de simbología.

## Íconos de unidad
El ícono es la parte más interna del símbolo que, cuando es presentado, proporciona una representación pictórica o alfanumérica abstracta de un objeto operacional. El ícono presenta el rol o misión llevada a cabo por el objeto. El APP-6A distingue entre íconos que deben ser enmarcados o estar sin marco y los íconos donde el marco es opcional.
| Símbolo de la unidad | Tipo de unidad |
| -------------------- | --- |
|                      | Defensa Aérea (evoca un domo protector) |
|                      | Munición (cartucho o proyectil de retrocarga estilizado) |
|                      | Antitanque |
|                      | Blindado (orugas estilizadas) |
|                      | Artillería de campaña (versión simplificada de la insignia de la artillería, una bala de cañón) |
|                      | Aviación de alas rotatorias (palas de helicóptero difusa, girando) |
|                      | Aviación de alas fijas (hélice) |
|                      | Tendido de puentes (símbolo de mapa topográfico para un puente) |
|                      | Servicio de apoyo al combate |
|                      | Ingenieros (puente u otra estructura estilizado) |
|                      | Guerra electrónica |
|                      | Desactivación de Municiones Explosivas |
|                      | Combustible (Petróleo, Aceites y Lubricantes (en inglés: Petroleum, Oil, and Lubricants; POL))(embudo simplificado)                                                                                       |
|                      | Hospital (personal) (derivado del símbolo médico con la superposición de la letra "H") |
|                      | Unidad de cuartel general, el personal; la posición física del cuartel general es representada por un rectángulo vacío con una línea que se extiende hacia abajo desde la parte inferior izquierda.       |
|                      | Infantería (evocando las cananas de la infantería napoleónica y los rifles cruzados de la insignia de la infantería del Ejército de Estados Unidos)                                                       |
|                      | Mantenimiento (llave de media luna estilizada) |
|                      | Médica (evoca el símbolo de la Cruz Roja) |
|                      | Meteorológica |
|                      | Misil (misil simplificado) |
|                      | Mortero (Proyectil con una flecha vertical simbolizando la alta trayectoria en arco del mortero) |
|                      | Policía militar (o "SP" para Patrulla costera) |
|                      | Marina (un ancla) |
|                      | Defensa CBRN (del inglés: Chemical, Biological, Radiological, and Nuclear) (retortas cruzadas simplificadas, los principales elementos de la insignia del Cuerpo Químico del Ejército de Estados Unidos.) |
|                      | Municiones (excluye a las unidades de mantenimiento del Cuerpo de Pertrechos de Guerra del Ejército de Estados Unidos; ver mantenimiento más arriba)                                                      |
|                      | Radar (relámpago estilizado y disco parabólico) |
|                      | Operaciones Psicológicas (símbolo esquemático electrónico para parlante, evocando la propaganda) |
|                      | Reconocimiento (o caballería; inspirado en las correas del sable de la caballería) |
|                      | Señales (relámpago simplificado, evocando las señales de radio, de la misma forma usada en el símbolo del radar más arriba)                                                                               |
|                      | Fuerzas especiales (en inglés: Special Forces, SF) |
|                      | Fuerzas de Operaciones Especiales (en inglés: Special Operations Forces, SOF) |
|                      | Abastecimiento |
|                      | Topográfica (sextante estilizado) |
|                      | Transporte (rueda simplificada) |
|                      | Vehículo Aéreo No Tripulado (una silueta de ala volante) |

## Íconos de equipos
Los íconos de equipamiento son con «marco opcional».
| Símbolo del equipo (con marco) | (sin marco) | Tipo de equipo             |
| ------------------------------ | ----------- | -------------------------- |
|                                |             | Puente (por ejemplo: AVLB) |

## Íconos de instalaciones
| Símbolo de instalación | Tipo de instalación   |
| ---------------------- | --------------------- |
|                        | Producción de puentes |

## Modificadores de íconos
Todos los símbolos mencionados previamente pueden ser usados independientemente así como en combinaciones. También hay algunos símbolos que no pueden aparecer por sí mismos sino que solo pueden ser usados para modificar otros símbolos de unidad:
| Modificador de símbolo | Significado                                                           |
| ---------------------- | --------------------------------------------------------------------- |
|                        | Aerotransportada (incluyendo fuerzas de Asalto Aéreo y Paracaidistas) |
|                        | Paracaidista militar                                                  |
|                        | Aeromóvil                                                             |
|                        | Aeromóvil con transporte orgánico                                     |
|                        | Anfibia                                                               |
|                        | Infantería motorizada                                                 |
|                        | Montaña                                                               |
|                        | Cohete                                                                |
|                        | De ruedas                                                             |

## Combinaciones comunes
Algunas de las combinaciones más comunes son:
| Modificador del símbolo | Significado |
| ----------------------- | --- |
|                         | Infantería de montaña ejemplos: los Alpini de Italia, los Gebirgsjäger de Alemania, los Chasseurs Alpins de Francia, losStrzelcy podhalańscy de Polonia, la 86.a Brigada de Infantería Equipo de Combate de Estados Unidos                                                                 |
|                         | Infantería Paracaidista ejemplos: 82.ª División Aerotransportada (Estados Unidos), División de Operaciones Especiales (Alemania), Regimiento Paracaidista (Reino Unido), 3.er Batallón, Real Regimiento Australiano (Australia), Brigada de Infantería Ligera Paracaidista BRIPAC (España) |
|                         | Infantería Aeromóvil ejemplos: 101.ª División Aerotransportada (Asalto Aéreo), Jägerregiment 1 |
|                         | Infantería mecanizada ejemplos: 3.ª División de Infantería (Estados Unidos) (ejemplo de equipo: Vehículo de Combate de Infantería M2 Bradley) |
|                         | Armas Combinadas (nuevo símbolo para los Elementos de Maniobra de la Brigada de Combate Pesada (Estados Unidos), ejemplo: 1.a División Blindada (Estados Unidos)) |
|                         | Infantería mecanizada equipada con Vehículo de Combate de Infantería, ejemplos: M2 Bradley, BMP-3, Dardo IFV |
|                         | Infantería Mecanizada Anfibia, ejemplo: el 1.er Regimiento de Marines cuando tiene asignados unidades del Vehículo de Asalto Anfibio. |
|                         | Infantería mecanizada equipada con vehículos a ruedas "medios", ejemplos: 3.ª Brigada (2.ª División de Infantería (Estados Unidos) con Stryker, Patria AMV, Mowag Piranha, BTR-80, (equipados con torretas con ametralladoras)                                                             |
|                         | Infantería mecanizada equipada con Vehículos de Combate de Infantería a ruedas "medios", ejemplos: BTR-90, VBM Freccia, VBTP-MR Guarani, (con torretas con cañones automáticos) |
|                         | Cazacarros ejemplos: B1 Centauro, AMX 10 RC |
|                         | Reconocimiento Blindado a Ruedas equipamiento ejemplo: Fennek, VBL, BRDM-2, ASLAV |
|                         | Ingenieros Blindados, ejemplos: Vehículo Blindado Lanzapuentes M60A1 AVLB, Bergepanzer BPz3. También los ingenieros usan IFV tales como el Bradley o el Warrior. |
|                         | Artillería Antiaérea Autopropulsada, ejemplos: FlaKPz Gepard, SA-19 "Grison", Type 95 SPAAA |
|                         | Artillería Blindada, equipamiento de ejemplo: Obús autopropulsado M109, PzH 2000, 2S19 Msta, AS-90 |
|                         | Artillería de Montaña, equipamiento de ejemplo: OTO Melara Mod 56 |
|                         | Lanzacohetes múltiple a orugas, equipamiento de ejemplo: M270 MLRS |
|                         | Lanzacohetes múltiple a ruedas, equipamiento de ejemplo: HIMARS, Pinaka, BM-27 Uragan, Astros II MLRS |
|                         | Misil de Defensa Aérea, equipamiento de ejemplo:MIM-104 Patriot, Roland |
|                         | Helicóptero de ataque, equipamiento de ejemplo: AH-64 Apache, AH-1 Cobra, Eurocopter Tiger, Mil Mi-28, Kamov Ka-50, Agusta A129 Mangusta |
|                         | Helicóptero Medio de Transporte, equipamiento de ejemplo: CH-46 Sea Knight, UH-60 Blackhawk, Mi-17 Hip |
|                         | Reabastecimiento en vuelo, equipamiento de ejemplo: KC-135 Stratotanker, Il-78 Midas |
|                         | Una unidad de Transporte de Abastecimiento Aeromóvil |

## Cadena de mando
Sobre el símbolo de la unidad, use puede mostrar otro símbolo para representar el tamaño de la unidad:
| Símbolo | Nombre                | Tipo      | Personal            | Unidades constituyentes                | Autoridad (OTAN) |
| ------- | --------------------- | --------- | ------------------- | -------------------------------------- | --- |
| XXXXXX  | Teatro Región         | Mando     | 2,000,000+          | 4+ grupos o frentes                    | OF-10: General del Ejército |
| XXXXX   | Grupo Frente          | Mando     | 500,000 - 1,000,000 | 2+ ejércitos                           | OF-10: General del Ejército |
| XXXX    | Ejército              | Mando     | 100,000 - 300,000   | 2-4 cuerpos                            | OF-9: General |
| XXX     | Cuerpo                | Formación | 40,000 - 80,000     | 2+divisiones                           | OF-8: Teniente General |
| XX      | División              | Formación | 10,000 – 30,000     | 2-4 brigadas o regimientos             | OF-7: Mayor general |
| X       | Brigada               | Formación | 4,000 – 8,000       | 2+ regimientos 3-6 batallones          | OF-6: General de Brigada |
| III     | Regimiento            | Unidad    | 2,000 – 3,000       | 2+ batallones                          | OF-5: Coronel |
| II      | Batallón              | Unidad    | 500 – 1,000         | 2-6 compañías o baterías               | OF-4: Teniente Coronel |
| I       | Compañía Batería      | Unidad    | 100 - 300           | 2-8 Secciones                          | OF-3: Mayor OF-2: Capitán WO-5: Oficial Técnico en Jefe 5 WO-4: Oficial Técnico en Jefe 4 WO-3: Oficial Técnico en Jefe 3 WO-2: Oficial Técnico en Jefe 2 |
| •••     | Sección               | Subunidad | 40 - 75             | 2+ pelotones                           | OF-1: Teniente o Alférez WO-1: Oficial Técnico 1 |
| ••      | Pelotón Patrulla      | Subunidad | 20 - 30             | 2+ escuadrones 3-6 escuadras militares | OR-9: Sargento Mayor del Ejército, Sargento Mayor de Comando o Sargento Mayor OR-8: Sargento Maestro o Sargento Primero                                   |
| •       | Escuadrón Tripulación | Subunidad | 8 - 15              | 2-3 escuadras militares                | OR-7: Sargento de Primera Clase OR-6: Sargento de Segunda Clase                                                                                           |
| Ø       | Escuadra              | -         | 4                   | 2 escuadras de maniobra                | OR-5: Sargento OR 4: Cabo o Especialista |
| Ø       | Escuadra de maniobra  | -         | 2                   | -                                      | OR-3: Soldado de Primera Clase OR-2: Soldado OR-1: Recluta                                                                                                |

Los típicos rangos de mando en la tabla son para dar un ejemplo. Ni el actual rango designado para el comandante de una unidad en particular, ni el rango poseído por el comandante al mando alteran el símbolo que aplica. Por ejemplo, unidades son periódicamente comandadas por un oficial inferior al grado de mando autorizado, pero esa compañía bajo el mando de un teniente (Estados Unidos) o capitán (Commonwealth) aún se denota con las dos rayas verticales. Así mismo, algunos tipos peculiares de compañías y destacamentos tiene autorizado como oficial al mando un mayor, teniente coronel (compañías de servicios al personal) o coronel (algunos tipos de destacamentos de justicia militar); en todos estos casos la compañía o destacamento es indicada, respectivamente, con una raya vertical o tres puntos.
Mientras que en los ejércitos de la Commonwealth, el regimiento es una formación táctica que normalmente no existe, en algunos casos puede existir una Fuerza de Tareas del tamaño de un regimiento (más grande que un batallón y más pequeña que una brigada) cuando existe el requerimiento operacional. Estas formaciones pueden estar al mando de un coronel.
Se debe destacar que, para las brigadas y escalones superiores, la cantidad de X corresponde a la cantidad de estrellas de la insignia militar estadounidense para el típico grado de oficial general al mando de la unidad de ese tamaño. Por ejemplo, una división tiene XX y usualmente está la mando de un mayor general, que tiene una insignia con dos estrellas.
Las fuerzas de combate terrestre de la fuerza aérea de la Commonwealth son fuerzas de combate terrestre tales como el Royal Air Force Regiment, que a pesar de operar en tierra es parte de la Real Fuerza Aérea británica y está a cargo de la defensa de los aeropuertos.

## Estado
El estado de un símbolo se refiere a si un objeto de combate existe en el lugar identificado (por ejemplo: el estado es "presente") o si en el futuro estará en ese lugar (por ejemplo: el estado es "planificado, anticipado, sospechado" u "ordenado"). Sin importar la afiliación, el estado presente es indicado por una línea sólida y el estado planeado es indicado por una línea segmentada. El marco es sólido o segmentado, a menos que el ícono del símbolo esté sin marco, en cuyo caso el ícono en sí mismo es dibujado con líneas segmentadas. El estado planeado no puede ser mostrado si el símbolo es un ícono relleno sin marco.

## Afiliación
La afiliación se refiere a la relación entre el observador y el objeto operacional siendo representado. Las categorías básicas de afiliación son Desconocido, Amigo, Neutral y Hostil. En el dominio de las unidades terrestres, un lóbulo amarillo con marco es usado para denotar una afiliación desconocida, un rectángulo azul con marco para denotar afiliación amiga, un cuadrado verde con marco para denotar una afiliación neutral y un diamante rojo con marco para denotar una afiliación hostil. En los otros dominios (aire y espacio, superficie o sumergido en el mar, etc.) se utiliza el mismo esquema de colores.
| Desconocido | Amigo | Neutral | Hostil |
| ----------- | ----- | ------- | ------ |

El conjunto completo de afiliaciones es:
- Pendiente (P)
- Desconocido (U del inglés Unknown)
- Amistoso (A) (se asume amigo)
- Amistoso (F del inglés Friend)
- Neutral (N)
- Sospechoso (S) (se asume hostil)
- Hostil (H)
- Ejercicio Pendiente (G)
- Ejercicio Desconocido (W)
- Ejercicio Se Asume Amistoso (M)
- Ejercicio Amigo (D)
- Ejercicio Neutral (L)
- Comodín (J) (Ejercicio Sospechoso)
- Suplantador (K) (Ejercicio Hostil)

No existen las afiliaciones "Se Asume Neutral" y "Ejercicio Se Asume Neutral".
Estos colores son utilizados en frases como "azul contra azul" para fuego amigo, Seguimiento de la Fuerza Azul, formación de Equipos Rojos y Células Rojas.

## Dimensión de Batalla
La Dimensión de Batalla define el área primaria de misión para el objeto operacional dentro del espacio de batalla. Un objeto puede tener un área de misión sobre la superficie de la Tierra (en el aire o en el espacio exterior), o sobre esta o bajo está. Si el área de misión de un objeto es sobre la superficie, puede sobre tierra firme o en la superficie del mar. La dimensión subsuperficial trata aquellos objetos cuyo área de misión es bajo la superficie del mar (submarinos o minas navales). Algunos casos requieren ser asignados; por ejemplo, una unidad de helicópteros del Ejército o de la Armada es una unidad de maniobra (una unidad cuyos recursos de apoyo terrestre están incluidos) y por eso está representado en la dimensión terrestre. Así mismo, una embarcación de desembarco cuya misión primaria es de transportar personal o equipamiento a y desde la costa es una unidad marítima y es representada en la dimensión de la superficie del mar. Una lancha de desembarco cuya misión primaria es la de combatir en tierra firme, por otra parte, es un recurso terrestre y está representado en el dimensión de tierra firme o terrestre.
Los marcos cerrados son usados para denotar las dimensiones terrestres y de superficie del mar, los marcos abiertos en el fondo para denotar la dimensión aérea o espacial exterior, y los marcos abiertos en la parte superior denotan la dimensión subsuperficial.
| Aíre y Espacio | Terrestre   | Superficie del mar | Sumergido   |
| Amistoso       | Amistoso    | Amistoso           | Amistoso    |
| Neutral        | Neutral     | Neutral            | Neutral     |
| Hostil         | Hostil      | Hostil             | Hostil      |
| Desconocido    | Desconocido | Desconocido        | Desconocido |
| -------------- | ----------- | ------------------ | ----------- |

Una dimensión de batalla desconocida es posible, por ejemplo, para algunas firmas de guerra electrónica (como algunos sistemas de radar) que son comunes a varias dimensiones de batalla y por lo tanto son asignadas una dimensión de batalla "Desconocida" hasta que no sea posible una mayor discriminación.
El conjunto completo de dimensiones de batalla es como sigue:
- Espacio (P)
- Aire (A)
- Tierra (G)
- Superficie del mar (S)
- Bajo la superficie del mar (U)
- Fuerzas de Operaciones Especiales (F)
- Otros (X)
- Desconocido (Z)

La letra en paréntesis es usada por el esquema de Codificación de Identificación Simbólica (en inglés: Symbol Identification Coding, SIDC) - cadenas de 15 caracteres usada para la transmisión de símbolos. 
Las dimensiones de batalla espacial y aérea comparte una forma de marco única. En la dimensión de batalla terrestre, dos diferentes marco son usado para las afiliaciones Amistosa (y Se Asume Amistoso) con el propósito de distinguir entre unidades y equipamiento. Las Fuerzas de Operaciones Especiales (en inglés: Special Operations Forces, SOF) tienen asignada su propia dimensión de batalla debido a que normalmente pueden operar cruzando varios dominios (aire, tierra, superficie del mar y sumergido) en el curso de una sola misión; los marcos son los mismos que para la dimensión de batalla terrestre (unidad). Finalmente, la dimensión de batalla "Otra", parece estar reservada para uso futuro (no existen instancias de su uso como indicado por el estándar 2525B Change 1).

## Modificadores del símbolo
El uso del APP-6A se detuvo con la introducción del AB. El estándar MIL-STD-2525B y el 2525B Change 1 agregaron varios otros modificadores.

Posiciones de los varios modificadores gráficos alrededor del símbolo (en sí mismo el campo A). El estándar MIL-STD-2525B Change 1 no especificó donde colocar los campos AD, AE y AF.

### Modificadores gráficos
- Escalón (campo B), identifica el nivel de mando (ver Tamaños de unidad inferior).
- Fuerza de Tareas (campo D), identifica una unidad como una fuerza de tareas. Puede ser usado solo o en combinación con Escalón, como: fuerza de tareas de tamaño de brigada
- Modificador de forma del marco (campo E), un corto modificador de texto que completa la afiliación, dimensión de batalla o descripción de ejercicio de un objeto ("U", "?", "X", "XU", "X?", "J" o "K"). Sin embargo, es tratado como un modificador gráfico.
- Dirección del movimiento (campo Q), una flecha de largo fijo que identifica la dirección del movimiento o de la intención de movimiento de un objeto. Surge desde el centro del símbolo excepto en el dominio terrestre, donde está enlazado a un corto desplazamiento, recto desde el centro de la base del símbolo (ver diagrama).
- Indicador de movilidad (campo R), muestra la movilidad de un objeto (ver Movilidad). Solo es usado con equipamiento.
- Estado Mayor de Cuarteles Generales o Desplazamiento de Localización (campo S), identifica a una unidad como cuartel general o indica la localización real del objeto en un mapa cuando esta ha sido cambiada de lugar para despejar la presentación. Va directo desde el centro de la izquierda del símbolo, luego se inclina hacia la posición real (ver diagrama).
- Finta/Señuelo (campo AB), identifica a una unidad que tiene como misión atraer la atención del enemigo alejándolo del ataque principal, o un señuelo diseñado para engañar a la inteligencia enemiga. Consiste de un chevrón segmentado, colocado sobre el marco, como el modificador gráfico de escalón (el estándar no clarifica como combinar gráficamente los dos). Ver Fintas/Señuelos.
- Instalación (campo AC), identifica un símbolo particular como una instalación. Se ubica en la parte superior del marco. Ver Fintas/Instalaciones.
- Equipamiento Auxiliar (campo AG), indica la presencia de un conjunto de sonar remolcado (usado exclusivamente en las dimensiones de batalla de superficie marina o sumergido). Se ubica bajo el marco, como el campor R (ver Equipamiento auxiliar).
- Área de Incerteza (campo AH), indica el área donde es más probable que un objeto esté, basado en el último informe sobre el objeto y la precisión del reporte del sensor que lo detectó. Esto puede tomar varias formas, tales como una elipse, una caja con bordes o líneas indicando la dirección y distancia probables.
- Navegación por Estima (campo AI), identifica donde un objeto debería estar en el presente, dada su último curso y velocidad informado. Esto puede tomar la forma de una línea punteada (extendiéndose desde el símbolo a la posición estimada) o un círculo punteado (delimitando la zona donde el objeto podría estar, cuando la dirección del movimiento es desconocido o incierta).
- Indicador de velocidad (campo AJ), muestra la velocidad y dirección del movimiento de un objeto. Es idéntica al indicador de Dirección de Movimiento excepto que su largo es variable (y no tiene una punta de flecha).
- Línea de Unión (campo AK), conecta dos objetos.

#### Fintas/señuelos e instalaciones
| Finta/Señuelo | Instalaciones | Instalaciones | Instalaciones | Instalaciones |
|               |               |               |               |               |
| ------------- | ------------- | ------------- | ------------- | ------------- |

#### Movilidad y equipamiento auxiliar
| A Ruedas (capacidad todo terreno limitada) | A Ruedas todo terreno | A Orugas                              | Semi-orugas                           | Remolcado                             | Ferroviario                           |
|                                            |                       |                                       |                                       |                                       |                                       |
| Movilidad en la nieve                      | Trineo                | Animales de carga                     | Barcaza                               | Anfibia                               |                                       |
|                                            |                       |                                       |                                       |                                       |                                       |
|                                            |                       | Conjunto remolcado corto (como sonar) | Conjunto remolcado corto (como sonar) | Conjunto remolcado largo (como sonar) | Conjunto remolcado largo (como sonar) |
|                                            |                       |                                       |                                       |                                       |                                       |
| ------------------------------------------ | --------------------- | ------------------------------------- | ------------------------------------- | ------------------------------------- | ------------------------------------- |

### Modificadores de texto
- Cantidad (campo C), identifica la cantidad ítemes de equipo presente.
- Reforzado o Reducido (campor F), muestra (+) para reforzado, (-) para reducido, (±) para reforzado y reducido.
- Comentarios del estado mayor (campo G)
- Información adicional (campo H)
- Puntaje de evaluación (campo J), una letra y un número de puntaje de confiabilidad y credibilidad, asignado por inteligencia.
- Efectividad de combate (campo K)
- Firma del equipamiento (campo L)m usado para el equipo hostil; "!" indica una firma electrónica detectable.
- Formación superior (campo M), número o título del escalón de mando superior.
- Hostil (Enemigo) (campo N), "ENY" denota equipamiento hostil.
- IFF/SIF (campo P), modos y códigos de identificación IFF/SIF.
- Indicador de movilidad SIGINT (campo R2), "M" para móvil, "S" para estático, "U" para inseguro.
- Designación única (campo T)
- Tipo (campo V)
- Grupo de Fecha/Hora (en inglés: Date/Time Group, DTG) (campo W), indica la firma de fecha y hora del símbolo.
- Altitud/Altura/Profundidad (campo X)
- Localización (campo Y), localización en grados, minutos y segundos (o en coordenadas UTM u otro formato de presentación aplicable).
- Velocidad (campo Z), velocidad como está establecido en el MIL-STD-6040.
- Especial Cuartel General de Comando y Control C2 (campo AA)
- Tipo de plataforma (campo AD), "ELNOT" (Notación de Inteligencia Electrónica) o "CENOT" (Notación de Inteligencia de Comunicaciones)
- Tiempo de desmontaje del equipamiento (campo AE), en minutos.
- Identificador común (campo AF), ejemplo: "Hawk" para el sistema SAM Hawk.

## Otra información
En la parte inferior izquierda del símbolo de la unidad, se puede mostrar el nombre de la unidad; en la parte inferior derecha, se puede mostrar el nombre de la unidad a la pertenece la unidad (si aplica).
Por ejemplo, el símbolo para la Compañía A del 42.o Batallón de Infantería Blindada (unidad amiga) es como sigue:
Una División Antitanque Motorizada hostil es como sigue:
El diagrama de organización APP-6 de la I Fuerza Expedicionaria de Marines es como sigue:

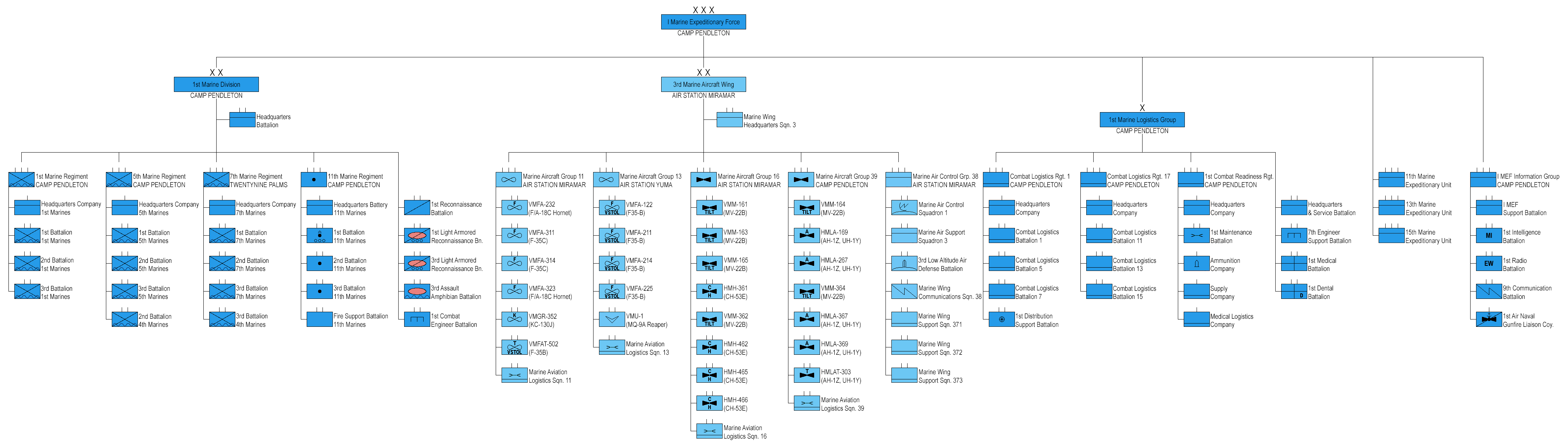
Estructura de la 1.a MEF (clic para agrandar)

## MIL-STD-2525A
La equivalencia estadounidense al estándar APP-6A es el MIL-STD-2525A, Common Warfighting Symbology (en castellano: Simbología Común para el Combate); esencialmente los contenidos son idénticos, pero el MIL-STD-2525 ha estado evolucionando más rápido que el APP-6 de la OTAN. El MIL-STD-2525 fue publicado en septiembre de 1994, el MIL-STD-2525A en diciembre de 1996, el MIL-STD-2525A Change 1 en julio de 1997, el MIL-STD-2525B en enero de 1999, el MIL-STD-2525B Change 1 en julio de 2005, el MIL-STD-2525B Change 2 en marzo de 2007 y el MIL-STD-2525C en noviembre de 2008. El APP-6A es considerablemente diferente al APP-6, mientras que las sucesivas versiones del MIL-STD-2525 mantienen más o menos la continuidad. El APP-6B parece ser un subconjunto del MIL-STD-2525C. Sin embargo, el APP-6C difiere considerablemente del MIL-STD-2525C.